# Tankóbon

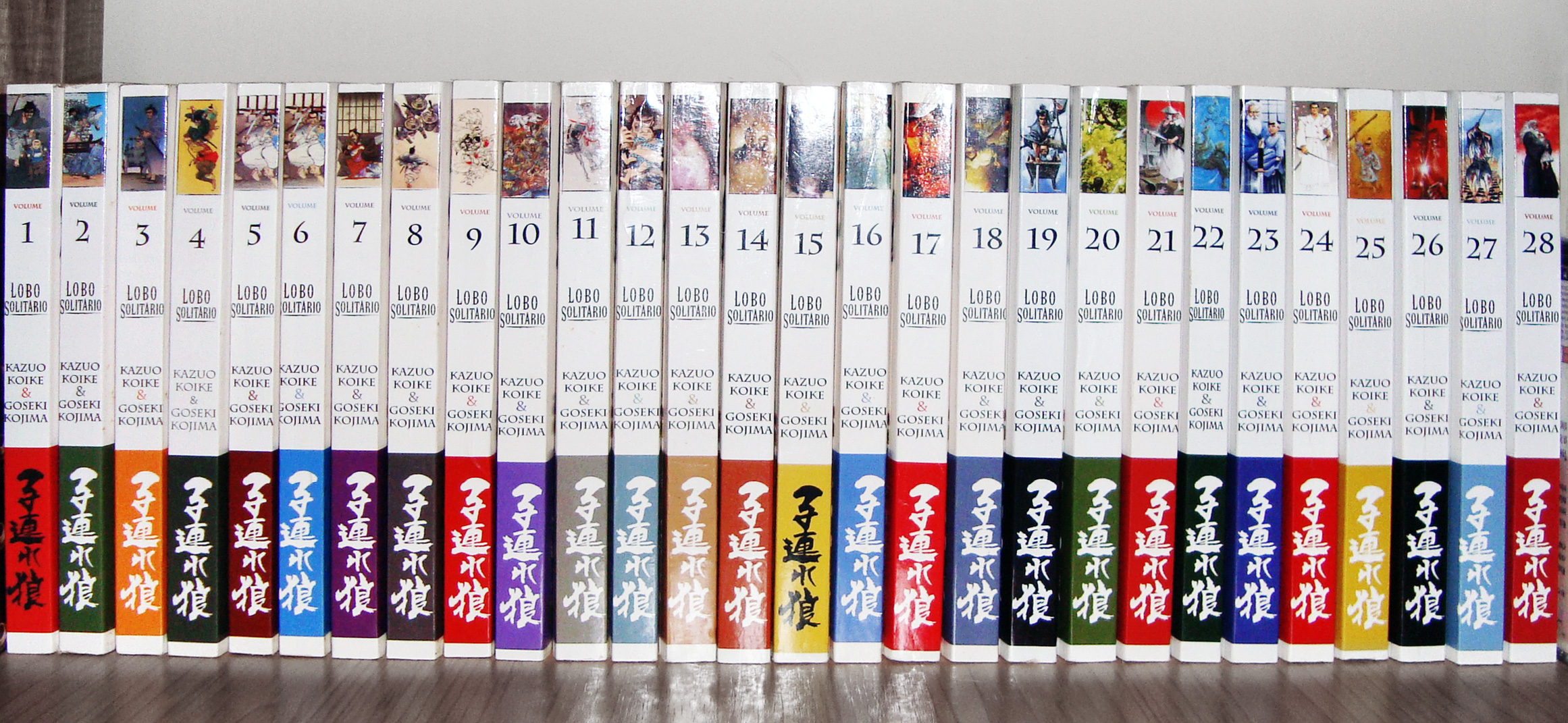
Mangy v tankóbonu jako součást kolekce

Tankóbon (japonsky 単行本, samostatná kniha) je japonský výraz v současnosti používaný zejména pro označení svazku několika kapitol jedné mangy. Protipólem je výraz zašši (japonsky 雑誌, časopis), který označuje periodikum obsahující kapitoly několika různých, vzájemně neprovázaných, mang. Slovo tankóbon ve svém původním významu vyjadřovalo nesériovou, ucelenou publikaci, která není součástí žádné literární série, řady nebo souboru; byl tedy přibližnou analogií termínu monografie.